# Gundelfinger Moos
Das Naturschutzgebiet Gundelfinger Moos liegt auf dem Gebiet der Stadt Gundelfingen an der Donau im schwäbischen Landkreis Dillingen an der Donau nordwestlich des Weilers Birkenried. Südöstlich verläuft die B 16 und fließt die Donau, am nördlichen Rand des Gebietes verläuft die Landesgrenze zu Baden-Württemberg.

## Bedeutung
Das 225,45 ha große Gebiet mit der Nr. NSG-00174.01 wurde im Jahr 1983 unter Naturschutz gestellt. Es handelt sich um den Rest einer Flußtalvermoorung im Donauried, das durch Versumpfung und gleichzeitig Quellwasserzutritte von der Schwäbischen Alb her entstanden ist.